# Publicació anual
|  | No s'ha de confondre amb Anuari escolar. |

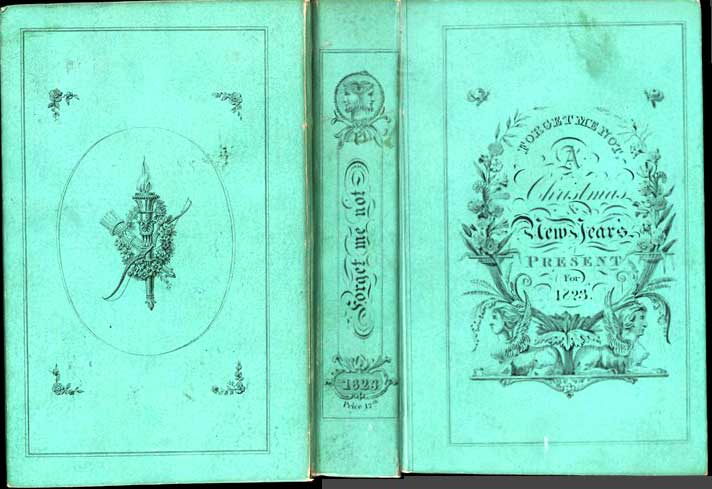
Un dels primers anuaris 1822/3

Publicació anual, o simplement "anuari", és un tipus de publicació periòdica emesa una vegada a l'any. Encara que les definicions poden variar, els tipus de publicacions anuals inclouen calendaris i almanacs, anuaris, reportis anuals, actes i transaccions i anuaris literaris Una publicació setmanal o mensual pot generar una anual amb continguts semblants a la publicació regular. Algunes enciclopèdies han publicat annexos o suplements que essencialment resumeixen les notícies de l'any que finalitza, semblant als anuaris d'alguns diaris.
És un volum que resumeix els esdeveniments de tot l'any. Un dels primers és The Annual Register, publicat a Londres des de 1758. Un dels precursors va ser The Political State of Great Britain (38 volums, 1711–29) d'Abel Boyer, mentre que exemples més recents inclouen The Statesman's Yearbook (des de 1864) i Daily Mail Year Book (des de 1901). Dos dels primers títols alemanys van ser Europäischer Geschichtskalender, fundat en 1861 per Heinrich Schulthess, i Historisch-politische Jahresübersicht (28 volums, 1908–1936) de Gottlob Egelhaaf.
Per a les llibreries i col·leccionistes, els anuaris només són els que presenten un repte quant a mida gran, petita o petita (desenes o centenars de volums) ia què tan complets poden estar (adquirir una seqüència sense volums faltants). Aquests es manegen de manera similar a les publicacions serials, que normalment consten d'un registre únic del títol en un catàleg de biblioteca, no per cada any. Aquest registre ha d'indicar quins volums (anys) es tenen.

## Història

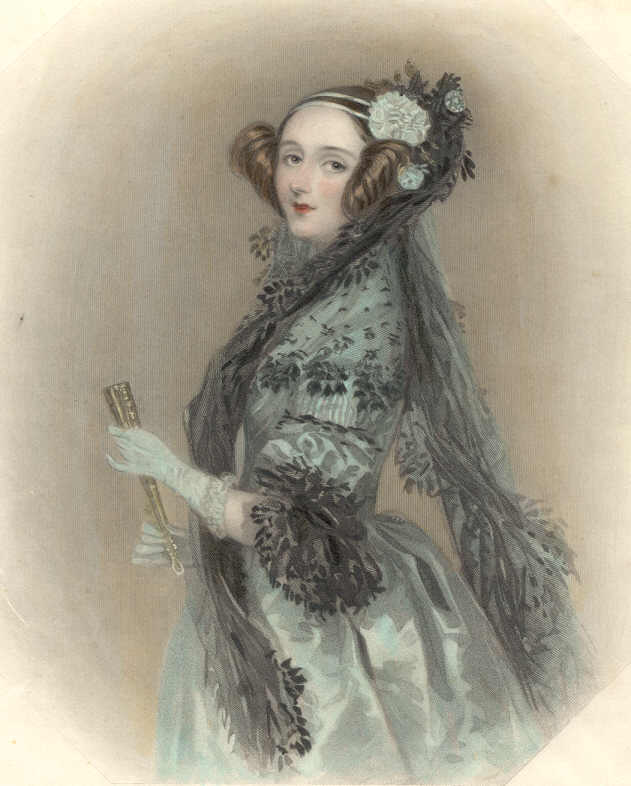
Un aiguafort pintat a mà amb pintura d'aigua per William Henry Mote

Una nova forma de treball literari anomenat "Anuari literari" (Literary Annual en anglès) es va posar de moda al voltant de 1823-1857 i es va tornar tan popular que es publicava fins a 17 vegades per any. La reialesa anglesa va augmentar la seva popularitat, aquests s'assemblaven a molts llibres de literatura que només es produeixen per a campi universitaris actualment, excepte que contenien un gran nombre d'aiguaforts de dones boniques en plaques d'acer —Eren les revistes de moda—. Més tard es va convertir en moda pintar aquestes plaques amb pintures d'aigua i els “anuaris” es van tornar els primers llibres de pintar. Després hi va haver una reacció en contra de la "bellesa", cosa que va acabar la moda i per conseqüència els aiguaforts als llibres.
A mitjans i finals del segle vint es va observar un increment abrupte en la publicació d'anuaris, per reportar resultats científics i proveir una visió de conjunt, en temes cada vegada més especialitzats i en el resum popular. "L'anuari" va ser una moda àmpliament estesa de 1824 fins a 1857 que es va iniciar a Anglaterra però es va colar als Estats Units Les plaques d'acer dels anys 20 van permetre que els editors produïssin imatges en massa. El que va iniciar com un "llibre anual" o un regal per a les festivitats, es va convertir en una cosa que va tenir fins a 17 edicions al llarg de l'any (tot i així se'ls anomenava anuaris). La comtessa Blessington i altres dones de la reialesa van contribuir a aquests treballs i van alterar la moda, a la qual algunes vegades se li denominava "bellesa" ja que aquestes plaques moltes vegades definien aquest concepte.
En un llibre, quan la placa d'acer es feia malbé, la imatge d'una altra dona simplement prenia el seu lloc. Les il·lustracions moltes vegades no tenien res a veure amb el text, aquest text regularment era de mala qualitat; "The American Book of Beauty" continguda la història de tortura a la presó amb la imatge d'una bella dona amb un gos faldiller, també tenia moltes còpies en què els retrats tenien un ordre diferent. Una edició de The Heath's Book of Beauty era un projecte universitari que contenia poemes, històries curtes, etc.
1826 no va ser un bon any per als anuaris a causa del Pànic de 1825 A la dècada de 1830 es pot trobar un poema sarcàstic de Thomas Hood sobre els anuaris ("The Battle of the Annuals"). Les aquarel·les es van tornar populars el 1830 i els aiguaforts en blanc i negre es van convertir en els llibres per pintar d'avui dia. Més tard el 1842 al Volum 1, pàgina 521 d'Illustrated London News es van publicar imatges sarcàstiques burlant-se dels anuaris. En 1844 va haver-hi un article que es referia a ells com una mania idiota, finalment l'Obituari de l'anuari va aparèixer a "the Art Journal" de 1857. La mort dels anuaris i les noves tècniques fotogràfiques que van reemplaçar l'aiguafort van acabar amb la feina artesanal de la majoria dels gravadors.

## Anuari escolar

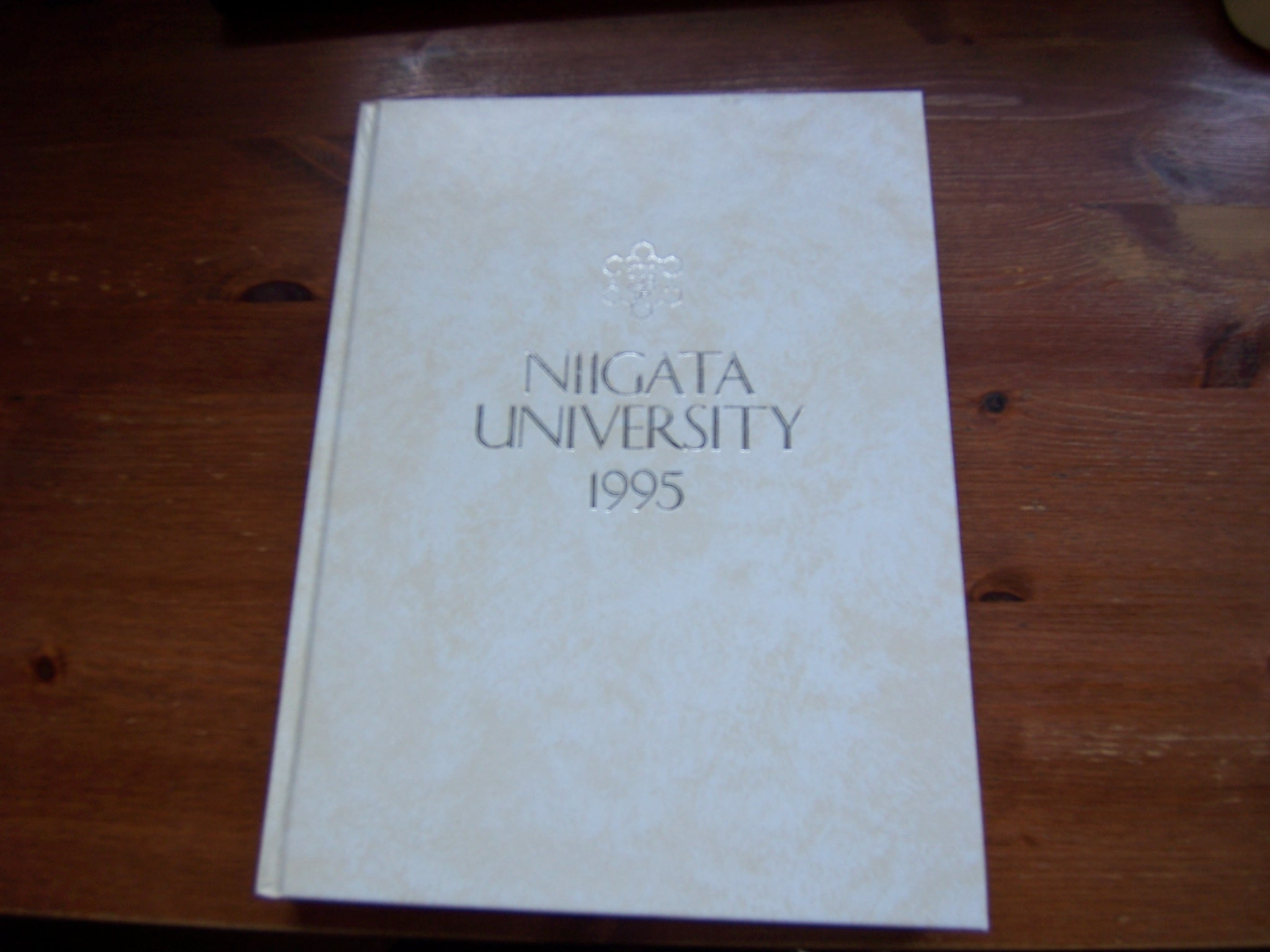
Album 1995, Universitat de Niigata.

Un anuari escolar, és un tipus de llibre que es publica anualment. La seva finalitat és, registrar, destacar i commemorar tot un curs d'una escola, al llarg del seu any de duració. generalment es tracta d'un llibre amb fotos i resums dels esdeveniments o fets més importants que han tingut lloc durant tot el curs. Hi ha anuaris que tenen un tema general que està present al llarg de tot el llibre.
Actualment encara hi ha bastantes escoles secundàries, col·legis, escoles primàries que publiquen anuaris; no obstant això, algunes escoles estan deixant de publicar-los o estant disminuint el seu nombre de pàgines donat les alternatives de xarxes socials a internet que competeixen amb els anuaris massa orientats a la fotografia clàssica. Entre 1995 i 2013, el nombre d'anuaris universitaris dels EUA va baixar de 2.400 a només uns 1.000, aproximadament.

## Còmics

Logotip de l'época Atlas.

En el cas dels còmics, un anuari és considerat com una sèrie separada per a propòsits de numeració i col·lecció; un "Anuari" periòdic particular tindrà la seva pròpia sèrie numeració o s'identificarà pel seu any de publicació (com The Amazing Spider-Man '99 Annual ). Un anuari de còmic normalment té un nombre més gran de pàgines que la contrapart mensual, donant espai per a una història més llarga, múltiples històries en un sol anuari i/o material "extra" que les sèries mensuals no poden publicar per falta d'espai. Aquests "extres" poden incloure informació biogràfica dels personatges, pin-ups dels personatges que abasten una pàgina completa, reimpressions de material publicat en el passat o històries curtes completament noves (anomenades històries complementàries, de suport o "back-up"). Un anuari com un tot va ser considerat alguna vegada com un "extra", proveint material extra en complement als dotze números per any d'una sèrie mensual.
Els anuaris de còmics originalment eren una mica més que la reimpressió d'àlbums, representant històries que s'havien vist per primera vegada en contra part mensual, però eventualment això va canviar a anuaris que presentaven material completament inèdit. Més tard els anuaris presentaven històries amb més importància per als personatges que en la publicació mensual, reflectint així l'estatus "especial" d'aquesta publicació. Els anuaris ocasionalment presentaven el final d'una línia d'història a la publicació mensual; per contra, molts anuaris exhibirien històries úniques ( stand-alone stories) que no concordaven amb la línia d'història de les llavors sèries mensuals.
A finals de la dècada de 1980 i gran part de la de 1990, anuaris publicats per Marvel Comics i DC Comics usualment es llançaven a l'estiu i gairebé sempre tenien un tema en comú; ia fora que les històries s'escriguessin per separat al voltant d'un tema similar o un crossover portant molts personatges de diferents publicacions a una sola línia d'història per a un sol esdeveniment. Dels anteriors, els millor coneguts podrien ser DC Comics'Elseworlds annuals, en què apareixien històries de realitats alternes en què personatges de DC participaven. Un exemple d'aquests és Batman:Thrillkiller, una minisèrie de tres publicacions i un especial en què Batman s'alia amb Batgirl. En el cas dels anuaris “crossover”, el nombre de personatges i anuaris involucrats en un crossover variava; alguns abastaven tota la companyia, incorporant virtualment cada personatge a l'univers compartit de l'editorial les sèries del qual tenien una edició anual. Moltes altres utilitzaven grups petits de personatges, gairebé sempre aquells les sèries dels quals tinguessin algun tipus de connexió en les seves històries (com ara sèries en les quals apareixien membres d'equips o "famílies esteses" de personatges, exemples d'això són els X-Men i the Avengers de Marvel o la Lliga de la justícia i els Teen Titans ) de DC.
Els anuaris publicats per DC i particularment per Marvel es van tornar escassos a finals dels anys 90 principalment a causa del gairebé col·lapse de la indústria del còmic en l'auge de the speculator boom ; els anuaris es veien com un risc innecessari en un ambient en què moltes publicacions mensuals estaven en perill de cancel·lació a causa de la manca de vendes (especialment Marvel, que havia estat classificada en fallida durant aquest període). Quan la indústria va començar a recuperar-se, els anuaris van començar a reaparèixer ocasionalment, però per cap mitjà regularment com abans del col·lapse quan les sèries numerades d'anuaris havien aconseguit els adolescents i persones en els seus vint, indicant al voltant d'una dècada de publicacions regulars.